# Halim Tevfik Alyot
Halim Tevfik Alyot (* 25. Juni 1909; † unbekannt) war ein türkischer Politiker.

## Werdegang
Alyot studierte Rechtswissenschaften und promovierte an der Sorbonne. Er war Generaldirektor für Presse, Rundfunk und Fremdenverkehr der Türkischen Republik und Abgeordneter zur Großen Nationalversammlung. Von April 1958 bis April 1961 war er Vertreter der Türkei in der Parlamentarischen Versammlung des Europarates.

## Ehrungen
- 1958: Großes Verdienstkreuz mit Stern der Bundesrepublik Deutschland